# Enagás

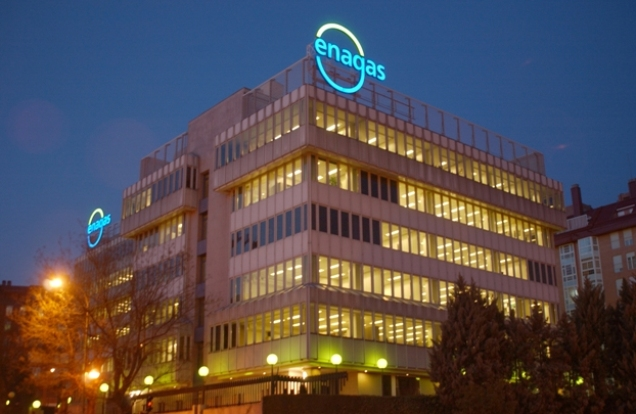
Sede Central de noche.

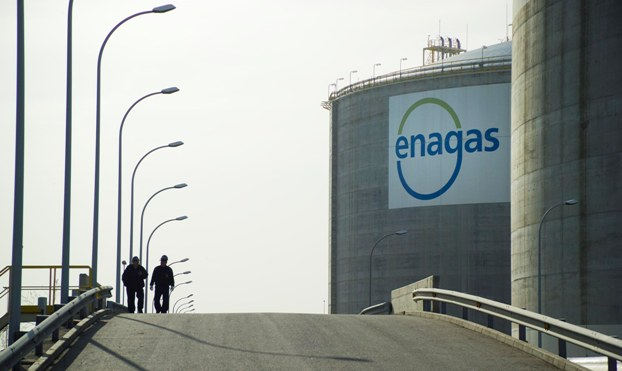
Enagás.

Enagás, S. A. (acrónimo de «Empresa Nacional del Gas»), es una compañía de transporte de gas natural y Gestor Técnico del Sistema Gasista de España. Su sede social está en Madrid y cuenta con una plantilla de 1395 empleados (2024). Está certificada como TSO independiente por la Unión Europea.
La compañía tiene como misión principal garantizar la competencia y la seguridad del Sistema Gasista de España. También tiene infraestructuras en México, Perú y Chile, y participa en el proyecto europeo Trans Adriatic Pipeline. Además, en marzo de 2015 alcanzó un acuerdo con la empresa belga Fluxys para adquirir conjuntamente Swedegas, compañía operadora del Sistema Gasista sueco.

## Actividad
Cuenta con cerca de 11 000 km de gasoductos por todo el territorio español, tres almacenamientos subterráneos ubicados en Serrablo (Huesca), la plataforma "Gaviota" en Cabo Machichaco (Vizcaya) y Yela (Guadalajara), y cuatro plantas de regasificación: Barcelona, Huelva, Cartagena y Gijón. Además, es propietaria del 50 % de la Planta de Regasificación de Bilbao, del 72,5 % de la de Sagunto y del 100 % de la empresa Compañía Transportista de Gas de Canarias (Gascan), sociedad que desarrolla el proyecto para la construcción de dos plantas de regasificación en Canarias. También posee el 90 % de Enagás Transporte del Norte, S.A.U.
Actualmente, las terminales de Enagás en España suman un total de 2 646 500 m³ de capacidad de almacenamiento de GNL y una capacidad de emisión de 6 250 000 Nm³/h. 
En su actividad internacional, participa en el accionariado de la planta de regasificación TLA Altamira, en México, y en el desarrollo de gasoductos en ese país. También tiene una participación en la terminal GNL Quintero, en Chile, y, desde el año 2014, está presente en Perú, tras adquirir el 20 % de Transportadora de Gas del Perú (TgP) y firmar un acuerdo para la compra del 30 % de la Compañía Operadora de Gas del Amazonas (Coga).

## Historia
Enagás inició su andadura en 1972 para crear una red de gasoductos en toda España con el fin de implantar y extender el uso del gas natural en el país. En su origen, el accionista único de Enagás era el Instituto Nacional de Industria (INI).
En el año 2000 Enagás fue designado Gestor Técnico del Sistema Gasista en el Real Decreto-Ley 6/2000 de 23 de junio. 
En 2011, la compañía inició su actividad internacional en México y en 2012 en Chile. Ese mismo año, la compañía culminó un proceso de segregación societaria de sus actividades como Transportista Único de la red troncal primaria de gas natural y Gestor Técnico del Sistema Gasista en España. Desde entonces, el Grupo Enagás queda constituido por:
- Enagás Transporte S.A.U.
- Enagás GTS S.A.U.
- Enagás Internacional S.L.U.
- Enagás Financiaciones S.A.U.

En 2013 adquirió el 90 % de Naturgas Energía Transporte, con lo que incorporó a sus instalaciones 450 km de gasoductos de alta presión y la conexión internacional de Irún. Naturgás Energía Transporte ha pasado a denominarse Enagás Transporte del Norte, S.A.U.
En marzo de 2014, adquirió el 20 % de Transportadora de Gas del Perú (TgP) y firmó un acuerdo para la compra del 30 % de la Compañía Operadora de Gas del Amazonas (Coga).
En julio de 2014, el consorcio formado por Enagás y Odebrecht fue adjudicatario del proyecto Gasoducto del Sur Peruano.
Desde septiembre de 2014, participa en el proyecto europeo Trans Adriatic Pipeline.
El 15 de diciembre de 2022 presentó a la convocatoria de Proyectos de Interés Comunitario (PCI) los dos primeros ejes del proyecto de la Red Troncal Española de Hidrógeno (el Eje de la Vía de la Plata y el Eje de la Cornisa Cantábrica) junto con los dos almacenamientos subterráneos (en Cantabria, de 335 GWh, y País Vasco, de 240 GWh) que se han identificado como necesarios para su correcto funcionamiento.

## Accionariado
Enagás, S.A. es una sociedad anónima. 
En 1981 Enagás se integró en el Instituto Nacional de Hidrocarburos (INH). En 1994 el INH vendió a Gas Natural SDG, S.A. el 91 % del capital de Enagás, y en octubre de 1998 el restante 9 %, pero posteriormente Gas Natural ha ido disminuyendo su participación hasta bajar del 5 %, llegando en el año 2009 a ser del 0 % la participación de Gas Natural SDG en Enagás. En 2002 comenzó a cotizar en bolsa, actualmente cotiza en el IBEX 35 y tiene un 90 % de free float.
El capital social de Enagás a 9 de diciembre de 2014 era de 358 101 390 euros, dividido en 238 734 260 acciones con un valor nominal de 1,5 € cada una. La empresa cotiza en el mercado continuo de las cuatro bolsas españolas (Madrid, Barcelona, Bilbao y Valencia). Es una de las 35 empresas que forman parte del índice IBEX 35.
La compañía tiene actualmente dos accionistas institucionales: SEPI, con una participación del 5 %; y Partler Participaciones S. L. U., con otro 5 %.
| Accionista                       | Capital |
| -------------------------------- | ------- |
| SEPI                             | 5 %     |
| Partler Participaciones S. L. U. | 5 %     |
| Free Float                       | 90 %    |

## Administración

### Consejo de Administración[14]
| Cargo                                | Denominación                      | Grupo | Curriculum |
| ------------------------------------ | --------------------------------- | ----- | --- |
| Presidente                           | Antonio Llardén                   |       | |
| Consejero delegado                   | Arturo Gonzalo Aizpiri            |       | Director general de Política Energética y Minas (Gobierno PSOE, cargo técnico no político).                                                               |
| Consejero independiente              | José Montilla Aguilera            |       | Presidente de la Generalidad de Cataluña (2006-2010) y ministro de Industria, Comercio y Turismo (2004-2006) (PSC-PSOE)                                   |
| Consejera independiente              | María Teresa Costa Campi          |       | Diputada (2000-2004) (PSC-PSOE). Presidenta de la Comisión Nacional de Energía (CNE) (2005-2011).                                                         |
| Consejera independiente coordinadora | Ana Palacio Vallelersundi         |       | Ministra de Asuntos Exteriores (2002-2004) (PP, con Aznar)                                                                                                |
| Consejera independiente              | Clara Belén García Fernández Muro |       | Abogada del Estado. |
| Consejero dominical                  | Bartolomé Lora Toro               | SEPI  | Vicepresidente de la SEPI. |
| Consejero independiente              | Cristóbal Gallego Castillo        |       | Diputado del Parlamento de Andalucía (2018-2022) (Podemos, por Adelante Andalucía)                                                                        |
| Consejero independiente              | David Sandalow                    |       | |
| Consejero independiente              | José Blanco López                 |       | Ministro de Fomento (2009-2011) (PSOE, con Zapatero) y exvicesecretario general del PSOE. CEO del grupo de presión Acento.                                |
| Consejero independiente              | Manuel Gabriel González Ramos     |       | Diputado nacional (2011-2019) (PSOE) y delegado del Gobierno en Castilla-La Mancha (2018-2019).                                                           |
| Consejero dominical                  | Santiago Ferrer Costa             | SEPI  | Consejero a propuesta de la SEPI. Diputado del Parlamento de las Islas Baleares (1999-2003) COP. Consejero del Gobierno de las Islas Baleares (1999-2003) |
| Consejera independiente              | María Teresa Arcos Sánchez        |       | Directora general de Telecomunicaciones (2020-2021) |
| Consejera independiente              | Elena Massot                      |       | |
| Consejera independiente              | Patricia Úrbez Sanz               |       | |